# Huntley (Nebraska)
Huntley è un comune degli Stati Uniti d'America, situato nello Stato del Nebraska, nella contea di Harlan.